# Taifa von Algeciras

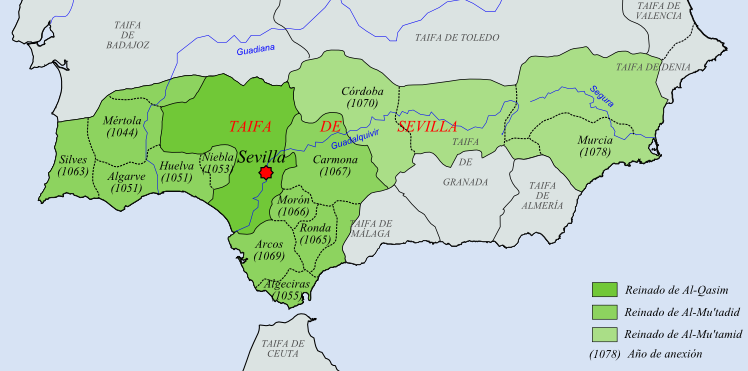
Kleinkönigreiche (taifas) in Andalusien

Die Taifa von Algeciras (arabisch طائفة الجزيرة, DMG Ṭāʾifat al-Ǧazīra) war ein kurzlebiges mittelalterliches islamisches Kleinkönigreich (taifa) im äußersten Süden der Iberischen Halbinsel.

## Geschichte
Das von 1035 bis 1058 existierende und zum Einflussbereich des nordafrikanischen Berber-Stammes der Hammudiden gehörende Kleinkönigreich entstand nach dem Ende des Kalifats von Córdoba (1031) an der Südspitze Andalusiens; auch der Felsen von Gibraltar gehörte dazu. Zunächst zur Taifa von Málaga gehörig, stand es später unter der Oberherrschaft des Taifa-Reiches von Sevilla sowie der marokkanischen Dynastien der Almoraviden (1091–1145) und Almohaden (1150–1234). Im Zuge der Reconquista unter Ferdinand III. († 1252) fiel es an die kastilische Krone.

## Liste der Emire
- Muhammad ibn al-Qasim, 1035–1048
- al-Qasim al-Wathiq, 1048–1058